# Phan Nhật Nam
Phan Nhật Nam tên thật là Phan Ngọc Khuê (9 tháng 9 năm 1943 – ?) là nhà văn Việt Nam, cựu Đại Úy Binh chủng Nhảy dù Việt Nam Cộng hòa.

## Lịch sử
Ông sinh ra tại Nại Cửu, Triệu Phong, tỉnh Quảng Trị. Cha ông là Phan Văn Trình gia nhập Đảng Cộng sản Việt Nam nhưng bị loại bỏ vì tội "tiểu tư sản, gia đình hào lý...". Vì sư kiện này lý lịch/danh tính của Phan Ngọc Khuê được đổi thành Phan Nhật Nam. Ông là một nhà văn của Quân lực Việt Nam Cộng hòa. Năm 1963, ông tốt nghiệp khóa 18 Trường Võ bị Quốc gia Đà Lạt với cấp bậc Thiếu uý và được chọn vào Binh chủng Nhẩy Dù. Trước biến cố 30 tháng 4 năm 1975,  ông ra khỏi binh chủng Nhảy Dù ông đã mang cấp bậc Trung úy  nhiệm chức của Binh chủng này.
Sau 1975, ông bị bắt giam vào trại cải tạo 14 năm (1975-1989). Trong nhiều lần bị biệt giam hàng năm trời trong hầm tối, ông cũng làm ra nhiều bài thơ. Tuy sau ông được thả, nhưng lại bị quản thúc tại gia ở Lái Thiêu, Bình Dương.

## Sự nghiệp
Tác phẩm đầu tay của ông là cuốn Dấu binh lửa (1969). Tiếp theo là các tác phẩm: Dọc Đường Số Một, Ải Trần-gian (1970), Mùa hè đỏ lửa (1972), Dựa lưng nỗi chết (1973) và Tù Binh và Hòa Bình (1974). Những tác phẩm của ông đều lấy Chiến tranh Việt Nam làm bối cảnh. Sau sự kiện 30 tháng 4 năm 1975, sách của ông bị  đốt trên đường phố Sài Gòn trong "Chiến dịch bài trừ văn hóa đồi trụy, phản động",tuy nhiên một số ít vẫn được giữ lại cho tới nay vẫn còn lưu hành tại Mỹ và một số gia đình ở Việt Nam vẫn đang giấu giếm chưa thể công khai.
Năm 1993 ông sang Mỹ định cư và cho ra mắt những tác phẩm: Những Chuyện Cần Được Kể Lại, Đường Trường Xa-xăm (1995), Đêm Tận Thất-thanh và Mùa Đông Giữ Lửa (1997). Năm 2002 cuốn Những Chuyện Cần Được Kể Lại được phát hành với ấn bản tiếng Anh dưới tựa The Stories Must Be Told.
Năm 2017, ông được nhà văn Hữu Thỉnh mời về Việt Nam nhưng ông đã từ chối.

## Liên kết
1. ↑  "Trung úy thực thụ từ tháng 6/1965 sau trận Đồng Xoài, đến 1975 mới được cấp bậc đại úy nhiệm chức .. "
2. ↑  "Tạp chí Hợp Lưu".

- Phan Nhật Nam, "Đôi điều về Người Lính viết văn", Mùa Hè Đỏ Lửa, Westminster, CA: Nắng Mới Miền Nam, 2003.